# خورشيد محمدوف
خورشيد محمدوف (8 أغسطس 1982 بدوشنبه في طاجيكستان - ) هو مدرب كرة قدم ولاعب كرة قدم طاجيكي في مركز الوسط. شارك مع منتخب طاجيكستان لكرة القدم. أما مع النوادي، فقد لعب مع استقلال دوشنبه وريغار-تاداز تورسونزاده وVarzob Dushanbe ‏ وBarkchi Hisor ‏.

## وصلات خارجية
- خورشيد محمدوف على موقع قاعدة بيانات كرة القدم.إي يو (الإنجليزية)
- خورشيد محمدوف على موقع ناشيونال فوتبول تيمز (الإنجليزية)
- خورشيد محمدوف على موقع Soccerway.com (الإنجليزية)
- خورشيد محمدوف على موقع عالم كرة القدم.نت (الإنجليزية)